# L'Homme du large
L'Homme du large er en fransk stumfilm fra 1920 af Marcel L'Herbier.

## Medvirkende
- Jaque Catelain som Michel
- Roger Karl som Nolff
- Marcelle Pradot som Djenna
- Claire Prélia
- Charles Boyer som Guenn-la-Taupe
- Claude Autant-Lara
- Dimitri Dragomir
- Suzanne Doris som Lia
- Philippe Hériat
- Lili Samuel
- Georges Forois
- Pâquerette